# نوربرت کالنس
نوربرت کالنس (انگلیسی: Norbert Callens; ۲۲ ژوئن ۱۹۲۴ – ۱۲ مارس ۲۰۰۵) دوچرخه‌سوار اهل بلژیک بود.